# Riblja čorba

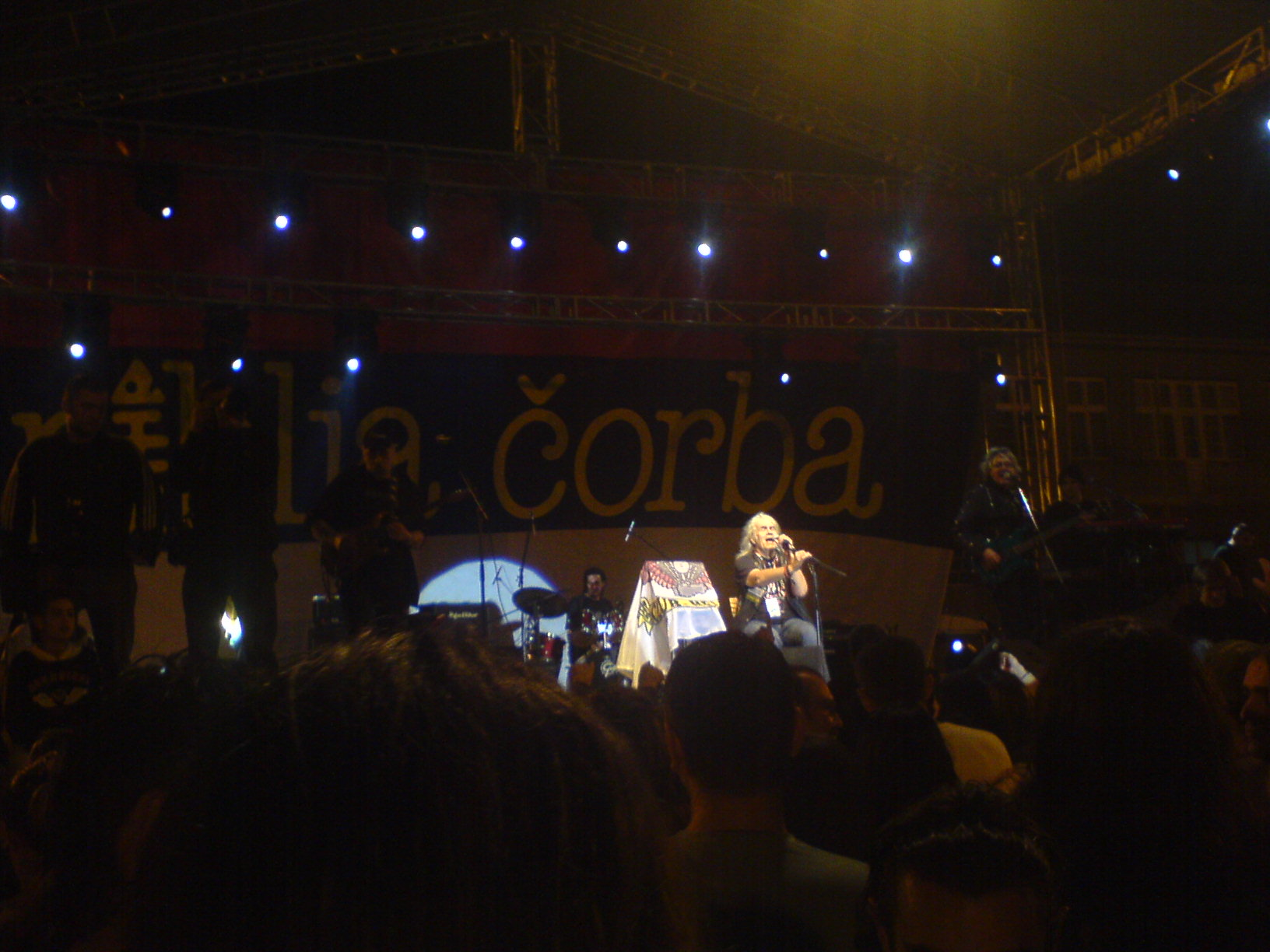
A Riblja Čorba fellépésen Kosovska Mitrovicában, 2007-ben

A Riblja čorba / Рибља чорба (ejtsd: Riblja csorba) egy szerb rockegyüttes, mely 1978. augusztus 15-én alakult Belgrádban. Nevük jelentése: halleves, halászlé. Első kislemezük Lutka sa naslovne strane címmel jelent meg 1978-ban.  Legnagyobb sikereiket az 1980-as évek elején érték el. Ismertek voltak provokatív lemezborítóikról is, melyeket Jugoslav Vlahović tervezett.

## Tagjai
- Bora Đorđević - vokál
- Miša Aleksić - basszus
- Rajko Kojić - gitár (1978-84)
- Vicko Milatović - dob
- Momčilo Bajagić "Bajaga" - gitár (1979-84)
- Vladimir Golubović "Vlajko" - dob (1983-84)
- Vidoja Bodinović "Džindžer" - gitár (1984-től)
- Nikola Čuturilo Čutura - gitár (1984-89)
- Zoran Ilić "Ilke" - gitár (1989-96)
- Vladimir Barjaktarević "Vlada" - billentyűsök (1994-2002)
- Nikola Zorić "Nidža" - billentyűsök (2002-present)

## Albumaik

### Stúdiólemezek
- Kost u grlu (PGP RTB, 1979)
- Pokvarena mašta i prljave strasti (PGP RTB, 1981)
- Mrtva priroda (PGP RTB, 1981.)
- Buvlja pijaca (PGP RTB, 1982.)
- Večeras vas zabavljaju muzičari koji piju (Jugoton, 1984.)
- Istina (PGP RTB, 1985.)
- Osmi nervni slom (PGP RTB, 1986.)
- Ujed za dušu (PGP RTB, 1987.)
- Priča o ljubavi obično ugnjavi (PGP RTB, 1988.)
- Koza nostra (PGP RTB, 1990.)
- Labudova pesma (Samy, 1992.)
- Zbogom Srbijo (WIT, 1993.)
- Ostalo je ćutanje (WIT, 1996.)
- Nojeva barka (Hi-Fi Centar 1999.)
- Pišanje uz vetar (Hi-Fi Centar 2001.)
- Ovde (Hi-Fi Centar 2003.)
- Trilogija 1: Nevinost bez zaštite (M-Factory 2005.)
- Trilogija 2: Devičanska ostrva (M-Factory 2006.)
- Trilogija 3: Ambasadori loše volje (M-Factory 2006.)
- Minut sa njom (2009)
- Uzbuna (2012)

### Koncertalbumok
- U ime naroda (PGP RTB, 1982.)
- Beograd, uživo `97-1 i 2 (Hi Fi Centar, 1997.)

### Válogatások
- Riblja Čorba 10 (PGP RTB, 1988.)
- Treći srpski ustanak (Corba Records, 1997.)